# Trybunał Obrachunkowy (Francja)
Trybunał Obrachunkowy (Francja) (j. fr. Cour des comptes) – najwyższy organ kontroli we Francji oraz wyspecjalizowany sąd administracyjny. Odpowiada za kontrolę rachunków publicznych i sprawdzanie właściwości wykorzystania środków publicznych.

## Historia Trybunału Obrachunkowego
Trybunał obrachunkowy to najstarsze z grona „wielkich ciał” Francji. Wywodzi się z curii regis (sądu króla) ze średniowiecza. Kontrola rachunków oraz wykorzystywanie publicznych pieniędzy od zawsze były przedmiotem troski rządu. Trybunał jaki znamy obecnie został utworzony przez Napoleona ustawą z 16 września 1807 roku. Instytucję obsadzono w specjalnie dla niej zaprojektowanym Palais Cambon w roku 1912. W ciągu ostatnich pięćdziesięciu lat jego funkcje w sposób znaczący uległy rozszerzeniu.
Przez 500 lat, począwszy od XIII aż do rewolucji francuskiej, izby obrachunkowe umieszczone były w Paryżu, a w regionach pomagały kontrolować wpływy i wydatki Królewskiego Skarbu.
Trybunał Obrachunkowy został powołany przez Napoleona. Za sprawą ustawa z 16 września 1807 r. stał się jednym z pierwszych na świecie najwyższych organów kontroli.  Kontrola jest sprawowana w jurysdykcyjnej formie, zgodnie z procedurą kończy się decyzjami podejmowanymi kolegialnie. Raporty przekazywane były na ręce cesarza. Roczne sprawozdanie trafiały do zgromadzeń parlamentarnych od 1832 r., a prawdziwie publiczne stłały się od 1938 r.
W 1912 r. Trybunał Obrachunkowy został przeniesiony do Palais Cambon.
Misje Trybunały Obrachunkowego uległy rozszerzeniu i towarzyszyły decentralizacji francuskich instytucji. Poza orzekaniem co do publicznych rachunków księgowych, Trybunał zapewniał właściwe wykorzystanie pieniędzy publicznych kontrolując zarządzanie nimi. Uprawnienia te nadała mu konstytucja z 1946, a następnie z 1958 roku. Kontroluje znacjonalizowane przedsiębiorstwa i organizacje zabezpieczenia społecznego oraz organizacje prywatne otrzymujące publiczne dotacje i organizacje nawołujące do publicznej hojności.
W roku 2001 ustawa organiczna prawa finansowego (Lolf) powierzyła Trybunałowi zadanie poświadczania państwowych rachunków finansowych, a następnie w 2005 r. z zadań ogólnych zabezpieczenia społecznego i oceny działania programu budżetu państwa. W 2008 r. konstytucja pierwszy raz poświęciła Trybunałowi Obrachunkowemu dedykowany artykuł (47-2), w którym to została wzmocniona jego pomoc dla parlamentu w zakresie kontroli działań rządu, głównie za sprawą swojej misji oceniającej polityki publicznej. Trybunał ma także konstytucyjną misję informowania obywateli poprzez swoje raporty publiczne.
Regionalne oraz terytorialne izby obrachunkowe (CRTC) powstałe w trakcie  przepływu decentralizacji z 1982 r. kontrolują aposteriori rachunki i zarządzanie zbiorowościami terytorialnymi.
Wedle Kodeksu jurysdykcji finansowych, CTRC posiada potrójną władzę nad władzami lokalnymi oraz instytucjami publicznymi: wyrokiem rachunków publicznych księgowych, przeglądem zarządzania oraz kontrolą aktów budżetowych. Dodatkowo mamy tutaj do czynienia z misją oceny polityk publicznych i warunków ich realizowania na poziomie lokalnym.
Gruntowna reforma jurysdykcji CTRC miała miejsce w 2012 r. po pierwsze konsolidacja regionalnych izb metropolitalnych z 22 do 15. Druga zaś przypadła na 2016 r. w ramach nowego wytyczania regionów.

## Informacje i sprawozdania przekazywane parlamentowi
Sprawozdania z kontroli oraz inne dokumenty Trybunał Obrachunkowy przekazuje parlamentowi. Część z nich tworzona jest by zostać przedłożona parlamentowi, zaś pozostałe (których adresatami są prezydent lub inne podmioty) przekazuje się parlamentowi do wiadomości.
- Sprawozdanie o sytuacji i perspektywach finansów publicznych

Parlamentowi corocznie przedkładane przez Trybunał są sprawozdania o perspektywach i sytuacji finansów publicznych jako koreferat do rządowego sprawozdania o zmianach w narodowej gospodarce, a także kierunkach publicznych finansów. Obydwa sprawozdania stają się podstawą parlamentarnej debaty dotyczącej budżetowych założeń na kolejny rok. Dokument Trybunału w praktyce obejmuje całościową diagnozę finansów publicznych (ubezpieczeń społecznych, wspólnot terytorialnych, finansów państwa oraz poszczególnych instytucji administracji centralnej) w skład, której wchodzą analizy związane z dynamiką dochodów, transformacji wydatków wraz z czynnikami mającymi wpływ na ich zmianę, narzędzi pozwalających prognozowanie i sterowanie procesami budżetowymi, najefektywniejszymi sposobami przezwyciężania deficytu budżetowego. Dywagacje te skierowane są w głównej mierze do przyszłości.
- Sprawozdanie o zarządzaniu budżetowym

Parlamentowi corocznie przedkładane są przez Trybunał sprawozdania tyczące się efektów realizacji zeszłorocznego budżetu oraz powiązanych z nim rachunków, w tym głównie analizy z przeprowadzonych wydatków z rozróżnieniem na poszczególne programy i funkcje.
- Poświadczenie prawidłowości, rzetelności i wierności rachunków państwa
- Sprawozdanie o stosowanie ustaw dotyczących ubezpieczenia społecznego
- Sprawozdania z oceny skuteczności polityki społecznej

Na zlecenie parlamentu Trybunał przeprowadza oceny. Z żądaniem może wystąpić przewodniczący każdej z parlamentarnych izb, zarówno na wniosek właściwego organu konkretnej izby jak i własnej inicjatywy,. Trybunał jest obowiązany do sporządzenia oceny oraz przedłożenia z niej sprawozdania w terminie nie przekraczającym roku. Istnieje także możliwość przeprowadzenia oceny z własnej inicjatywy Trybunału.
- Sprawozdanie z badań (kontroli) prowadzonych na zlecenie parlamentu

Trybunał przeprowadza badania (kontrole) związane z zarządzaniem instytucjami i organami, które do jego właściwości kontrolnej należą. Przeprowadza je na zlecenia komisji finansów publicznych każdej z izb, oraz ewentualnie komisji śledczych. W sposób analogiczny, komisje obu izb do spraw socjalnych mogą zlecić badania (kontrolę) Trybunałowi spraw związanych finansowania ubezpieczeń społecznych.

### Sprawozdanie przekazywane parlamentowi do wiadomości
- Sprawozdanie roczne

Corocznie Trybunał przekazuje do prezydenta tak zwane sprawozdania publiczne, w których prezentuje swoje uwagi i mogące z nich wypływać wnioski. Obejmuje swoim zakresem 20-30 tematów z zakresu wdrażania polityki publicznej oraz funkcjonowania instytucji samorządowych i państwowych.
- Sprawozdanie tematyczne

W roku 1991 Trybunał zaczął publikacje tematyczne sprawozdania publiczne, ukazując w nich wyniki analiz i kontroli związanych z poszczególnymi dziedzinami polityki publicznej lub zbiorowości terytorialnych czy określonych kwestii funkcjonowania państwa.,
- Sprawozdania inne

## Rola i działania
Głównym zadaniem Trybunału Obrachunkowego jest zapewnienie właściwego wykorzystania publicznych pieniędzy oraz informowanie obywateli.

### Cztery misje trybunału
- Sądzenie

Trybunał osądza rachunki publicznych księgowych. W ujęciu historycznym jest to jedno z pierwotnych zadań jurysdykcji. Konsekwencją osądu może być pieniężna oraz osobista odpowiedzialność publicznego księgowego (czy też faktycznego księgowego, czyli osoby dokonującej bezprawnie manipulacji środkami publicznymi). Trybunał poddaje weryfikacji prawidłowość prowadzonych przez organy publiczne rachunków. Sprawozdawcy posiadają dostęp do wszystkich księgowych i administracyjnych dokumentów organów poddawanych kontroli.
Rozliczenia lokalnych władz są oceniane przez regionalne i terytorialne izby obrachunkowe,wyroki te zaś mogą być zakwestionowane przed Trybunałem.
- Kontrola

W ujęciu praktycznym, wszędzie gdzie wykorzystywane są fundusze publiczne Trybunał powinien zapewnić regularności i skuteczność zarządzania nimi. W tym celu prowadzi kontrolę państwa, publicznych przedsiębiorstw, organizacji otrzymujących darowizny, organizacji zabezpieczenia społecznego oraz prywatnych klinik. Jego uwagi przekazywane są do skontrolowanych organów i instytucji, oraz organom ich nadzoru.
- Poświadczanie

Corocznie Trybunał dokonuje poświadczenia rachunków państwowych oraz ogólnego systemu zabezpieczenia społecznego. Poświadczenie to odnosi  się co do wierności, rzetelności i prawidłowości rachunków państwa.  Gwarantuje to obywatelom  bardziej czytelną i przejrzystą informację księgową i finansową oraz wierne odwzorowanie finansowej rzeczywistości państwa i zabezpieczenia społecznego.
Zgodnie z zawartą 23 lipca 2013 roku umową przez Pierwszego Prezesa, Prezydenta Senatu i Przewodniczącego Zgromadzenia Narodowego, corocznie Trybunał dokonuje poświadczenia rachunków obu zgromadzeń. Celem tej misji jest weryfikacja zgodności sprawozdań finansowych z normami rachunkowymi każdego ze zgromadzeń, aczkolwiek nie tyczy się zarządzania materiałami, ludźmi i środkami zmobilizowanymi do zapewniania ich funkcjonowania.
Dodatkowo, zgodnie z artykułem 110 ustawy o Nowej Organizacji Terytorialnej Republiki (NOTRe), Trybunał Obrachunkowy prowadzi w porozumieniu z regionalnymi izbami kontroli eksperymenty mechanizmów mających zapewnić wierność, regularność i szczerość rachunków władz lokalnych oraz ich grup. Eksperyment ten powinien umożliwić określenie wstępnych warunków, niezbędnych do certyfikacji rachunków lokalnego sektora publicznego, obowiązujących standardów, charakteru sprawozdań, wdrożenia wewnętrznej rachunkowości i kontroli finansowej lub używanych systemów informacyjnych.
- Szacowanie

Trybunał pomaga rządowi oraz parlamentowi w ocenie polityki publicznej. Ma ona na celu ustalenie, czy wyniki polityki publicznej są współmierne do wyznaczonych celów oraz czy środki budżetowe są skutecznie i efektywnie wykorzystywane. Do zadań Trybunału nie należy komentowanie dokonanych wyborów, lecz ocena ich konsekwencji oraz wydanie zaleceń tyczących się osiągnięcia celów przyjętych przez parlament. W związku z tym władze mają możliwość oprzeć swoje decyzje na obiektywnych analizach.